# الصياغة (التعليم)
الصياغة، أو تحديداً صياغة المقررات الدراسية، هي عملية مقارنة مضمون المقررات التي يجري نقلها بين مؤسسات ما بعد المرحلة الثانوية مثل معاهد التدريب المهني أو الكليات أو الجامعات. وبعبارة أخرى، فإن تنسيق المواد هو العملية التي تقوم بها إحدى المؤسسات بمطابقة مقرراتها الدراسية أو متطلباتها مع المواد المنجزة في مؤسسة أخرى، ويعتمد الطلاب على تنسيق المناهج الدراسية ليطمئنوا بأنفسهم إلى أن المقررات التي أكملوها أو يعتزمون إكمالها لن تكون هناك حاجة إلى تكرارها في المؤسسة التي ينقلون إليها.

## استخدام
وتختلف صياغة المقررات الدراسية عن عملية قبول إحدى المؤسسات للائتمان المستحق، عن مؤسسة أخرى، حسب الانطباق فيما يتعلق باشتراطات درجاتها، أي «تحويل الائتمان». فعلى سبيل المثال، يمكن للجامعة أن تحسب وحدات التقدير الأكاديمي التي تحصل عليها في كلية مجتمعية ضمن العدد الأدنى من الوحدات للحصول على درجة البكالوريوس. غير أنها قد لا تعامل بعض الدورات التي سبق تناولها بنفس القدر من الجودة الذي تستلزمه في دراساتها الخاصة من أجل الحصول على درجة معينة من الدراسة الرئيسية أو التركيز، إذا كانت عملية التنصيص تدل على أن المناهج الدراسية في المؤسسات الأخرى لا تعادل أو لا تكون صارمة مثل المناهج الدراسية الخاصة بها. وفي هذه الحالة الأخيرة، قد يكتشف الطالب الناقل أنه لا يمكنه التخرج إلا إذا تلقى دروسا في المؤسسة الثانية التي تتداخل أو تكرر جزئيا المواد التي سبق له دراستها في المؤسسة الأولى.
ويجوز وضع المناهج على أساس مخصص عندما يرغب الطالب فعلاً في الانتقال، ويمكن القيام بذلك أيضا وفقا لبيانات المقارنة بين المواد أو استنادا إلى اتفاقات التفصيل الرسمية. وفي الحالة الأخيرة، يقارن ممثلو كل مؤسسة مناهجهم الدراسية لتحديد أي المواد قابلة للمقارنة وأيها غير قابلة للمقارنة. ثم يضفى الطابع الرسمي على توافق الآراء بينهم في اتفاق مكتوب يستخدمه الطلاب والمستشارون ويجري تحديثه بانتظام وفقا لجدول زمني متبادل.
ومن الصعب على وجه الخصوص الربط بين المؤسسات ذات الشروط الأكاديمية المختلفة. فعلى سبيل المثال، قد يكون لمؤسسة معنية بنظام ربع السنة ثلاث مواد في موضوع، بينما قد يكون لمؤسسة معنية بنظام نصف دراسي مادتان في السنة الأولى. وعلى الرغم من أن كلا الدراستين قد تغطيان نفس المواد تقريبا بنهاية السنة الدراسية، فقد تتناولان المواضيع الفرعية بتسلسل مختلف، مما يعني أن الطالب الذي ينتقل من مؤسسة واحدة دون أن يأخذ التسلسل الكامل سيواجه ثغرات معرفية كبيرة. وعلى الرغم من أنه يمكن إجراء نقل الائتمان بين الهيئات التعليمية في بلدان منفصلة، فإن عملية الترابط يمكن أن تصبح معقدة جدا عندما يكتسب الطلاب مواد منقولة في جامعات متعددة ودولية، أو مواد منقولة من أكثر من 5 إلى 10 سنوات مضت، أو عندما تكون لديهم خبرات ائتمانية بديلة مثل الامتحان أو الائتمان العسكري.